# Фонд Жоана Миро
Фонд Жоана Миро (кат. La Fundació Joan Miró) — музей современного искусства в Барселоне, открытый 10 июня 1975 года и выставляющий работы Жоана Миро.
Коллекция музея содержит 300 картин, 150 скульптур, 9 текстильных работ и более 8000 рисунков разных периодов творчества Миро. Из известных работ — «Женщина в ночи среди птичьей стаи» и «Нежность птицы».
На первом этаже музея проходят выставки работ современных художников. Часть скульптур, в том числе «Ласки птицы», размещена на открытой террасе второго этажа.

## История
Идея создания фонда возникла в 1968 году у Жоана Миро. Миро создал фонд вместе со своим другом Жоаном Пратс. Миро хотел создать новое здание, которое поощряло бы особенно молодых художников экспериментировать с современным искусством.

## Здание
Здание музея построено по проекту Жозепа Льюиса Серта, друга Миро и ученика Ле Корбюзье. В 2002 году здание получило Четвертьвековую награду Американского института архитектуры.
Здание Жоана Миро расположено на склоне холма Монжуик, за Национальным дворцом, в котором помещается Национальный музей искусства Каталонии. Выставочные залы построены вокруг патио (внутреннего двора) квадратной формы.

## Коллекция
В соответствии с первоначальной идеей Миро в Фонде есть пространство «Espai 13», которое посвящено продвижению работ молодых художников-экспериментаторов. За эту программу отвечали многие кураторы, в том числе Фредерик Монторнес, Моника Регас и Ферран Баренблит, который впоследствии был директором MACBA. Здесь также представлены работы Питера Гринуэй, Чилиды, Рене Магритт, Ротко, Тапиеса и Сауры.
В коллекцию входят работы Александра Колдера «Четыре крыла» и A mercury fountain (1937, листовое железо, ртуть). Поскольку ртуть ядовита, фонтан находится за стеклом, чтобы защитить посетителей. 

## Премия Жоана Миро
С 2007 года Фонд Жоана Миро — первоначально при поддержке музея «CaixaForum», а затем Фонда Ставроса Ниархоса — раз в два года совместно присуждает одному из современных художников Премию Жоана Миро (70 000 евро). Среди предыдущих лауреатов были:
- 2007: Олафур Элиассон[6]
- 2009: Пипилотти Рист[7]
- 2011: Мона Хатум[8]
- 2013: Рони Хорн
- 2015: Игнаси Абалли
- 2017: Кадер Аттиа[9]
- 2019: Налини Малани[10]